# Xavier Malisse
Xavier Malisse (Kortrijk, 19 juli 1980) is een Belgisch voormalig tennisser. Hij woont in Oudenaarde. Zijn bijnaam is "The X-Man". Hij was actief in het internationale tennis van 1996 tot en met 2013.

## Tenniscarrière
Malisse volgde in zijn jeugd een tennisopleiding bij de befaamde tennisacademie van Nick Bollettieri, die hem roemde omwille van zijn sterke forehand. Hij werd professioneel tennisspeler in 1998. Malisse schreef uiteindelijk drie ATP-toernooien op zijn naam: Delray Beach in 2005 en in 2007 en Chennai in 2007. Verder stond hij nog in negen andere finales.
In 2002 verbaasde Malisse de wereld door onder anderen Richard Krajicek te verslaan en zo de halve finale van Wimbledon 2002 te bereiken. Daar moest hij het opnemen tegen de toen lager geklasseerde David Nalbandian. Maar Malisse verloor van Nalbandian, die in de finale het onderspit delfde tegen Lleyton Hewitt. Xavier haalde dat jaar in Londen zijn beste plaats ooit op een grandslamtoernooi.
In 2004 schreef Malisse, samen met zijn vriend en dubbelspelpartner Olivier Rochus, tennisgeschiedenis door als eerste Belgische tennissers ooit een grandslamtoernooi op hun naam te schrijven. Malisse en Rochus wonnen op 5 juni 2004 Roland Garros, in de finale versloegen zij de Franse toppers Fabrice Santoro en Michaël Llodra met 7-5 en 7-5. Malisse won ook nog acht andere dubbelspeltitels, onder meer in Indian Wells.
Malisse kreeg vaak het etiket van "slechte jongen" opgeplakt omwille van zijn soms opvliegende karakter. Hij werd meerdere malen terechtgewezen voor het vernielen van rackets of het beledigen van lijnrechters. Bovendien werd hem soms een gebrek aan ijver verweten.
Malisse was een tijdje de vriend van Jennifer Capriati.
Xavier Malisse werd op 5 november 2009 voor één jaar geschorst wegens het tweemaal niet correct invullen van zijn whereabouts en het missen van één dopingcontrole. Door deze schorsing moest hij forfait geven voor de AXA Masters.
Malisse had als sponsors Prince en Lotto.
Op 2 oktober 2013 speelde hij zijn laatste wedstrijd als proftennisser. Hij verloor in de eerste ronde van de Ethias Trophy in Bergen en zette daarmee een punt achter een profcarrière van zestien jaar.
Sindsdien speelt Malisse in de veteranentour en is trainer. Echter zijn eerste stappen in het coachleven, met Ruben Bemelmans en Kirsten Flipkens, waren geen onverdeeld succes. Van 2019 tot 2021 begeleidde hij met succes de Zuid-Afrikaanse tennisser Lloyd Harris op toernooien omdat zijn vaste coach geen zin meer had in het vele reizen.
In 2021 maakte Malisse een comeback in het professioneel tennis met de deelname aan het dubbelspel van het European Open in Antwerpen. In de 22e editie van dit toernooi bereikte hij samen met zijn pupil Lloyd Harris de halve finales. In 2022 nam hij nogmaals deel aan het dubbelspel, ditmaal aan de zijde van Diego Schwartzman – zij verloren in de tweede ronde van het Nederlandse duo Tallon Griekspoor en Botic van de Zandschulp.
Hij leidde vanaf september 2022 tot maart 2025 de Australiër Alexei Popyrin. Hij was nadien kort coach van de Nederlander Tallon Griekspoor.

## Palmares
| Legenda                       | Legenda               |
| ----------------------------- | --------------------- |
| Grand Slam                    |                       |
| Olympische Spelen             |                       |
| tot 2009                      | vanaf 2009            |
| Tennis Masters Cup            | ATP Finals            |
| ATP Masters Series            | ATP Tour Masters 1000 |
| ATP International Series Gold | ATP Tour 500          |
| ATP International Series      | ATP Tour 250          |

### ATP-finaleplaatsen enkelspel
| Nr.                  | Datum             | Toernooi         | Ondergrond | Tegenstander in finale | Score            |             |
| -------------------- | ----------------- | ---------------- | ---------- | ---------------------- | ---------------- | ----------- |
| gewonnen finales     |                   |                  |            |                        |                  |             |
| 1.                   | 6 februari 2005   | ATP Delray Beach | Hardcourt  | Jiří Novák             | 7-6(6), 6-2      | details     |
| 2.                   | 7 januari 2007    | ATP Chennai      | Hardcourt  | Stefan Koubek          | 6-1, 6-3         | details     |
| 3.                   | 3 februari 2007   | ATP Delray Beach | Hardcourt  | James Blake            | 5-7, 6-4, 6-4    | details     |
| verloren finales     |                   |                  |            |                        |                  |             |
| 1.                   | 1 november 1998   | ATP Mexico-Stad  | Gravel     | Jiří Novák             | 3-6, 3-6         | details     |
| 2.                   | 9 mei 1999        | ATP Delray Beach | Gravel     | Lleyton Hewitt         | 4-6, 7-6(2), 1-6 | details     |
| 3.                   | 11 maart 2001     | ATP Delray Beach | Hardcourt  | Jan-Michael Gambill    | 5-7, 4-6         | details     |
| 4.                   | 29 april 2001     | ATP Atlanta      | Gravel     | Andy Roddick           | 2-6, 4-6         | details     |
| 5.                   | 23 mei 2004       | ATP Sankt Pölten | Gravel     | Filippo Volandri       | 1-6, 4-6         | details     |
| 6.                   | 10 oktober 2004   | ATP Lyon         | Hardcourt  | Robin Söderling        | 2-6, 6-3, 4-6    | details     |
| 7.                   | 8 januari 2006    | ATP Adelaide     | Hardcourt  | Florent Serra          | 3-6, 4-6         | details     |
| 8.                   | 5 februari 2006   | ATP Delray Beach | Hardcourt  | Tommy Haas             | 3-6, 6-3, 6-7(5) | details     |
| 9.                   | 9 januari 2011    | ATP Chennai      | Hardcourt  | Stanislas Wawrinka     | 5-7, 6-4, 1-6    | details     |
| gewonnen challengers |                   |                  |            |                        |                  |             |
| 1.                   | 1 oktober 2000    | San Antonio      | Hardcourt  | Ronald Agénor          | 7-6(4), 6-3      | 7-6(4), 6-3 |
| 2.                   | 20 juli 2008      | Moncton          | Hardcourt  | Danai Udomchoke        | 6-4, 6-4         | 6-4, 6-4    |
| 3.                   | 1 augustus 2009   | Granby           | Hardcourt  | Kevin Anderson         | 6-4, 6-4         | 6-4, 6-4    |
| 4.                   | 24 oktober 2009   | Orléans          | Hardcourt  | Stéphane Robert        | 6-1, 6-2         | 6-1, 6-2    |
| verloren challengers |                   |                  |            |                        |                  |             |
| 1.                   | 9 oktober 2005    | Bergen           | Tapijt     | Olivier Rochus         | 2-6, 0-6         | 2-6, 0-6    |
| 2.                   | 8 augustus 2009   | Vancouver        | Hardcourt  | Marcos Baghdatis       | 4-6, 4-6         | 4-6, 4-6    |
| 3.                   | 12 september 2009 | Saint-Rémy       | Hardcourt  | Marcos Baghdatis       | 4-6, 1-6         | 4-6, 1-6    |

### ATP-finaleplaatsen mannendubbelspel
| Nr.                  | Datum             | Toernooi         | Ondergrond    | Partner              | Tegenstanders in finale               | Score               |                   |
| -------------------- | ----------------- | ---------------- | ------------- | -------------------- | ------------------------------------- | ------------------- | ----------------- |
| gewonnen finales     |                   |                  |               |                      |                                       |                     |                   |
| 1.                   | 5 juni 2004       | Roland Garros    | Gravel        | Olivier Rochus       | Michaël Llodra Fabrice Santoro        | 7-5, 7-5            | details           |
| 2.                   | 9 januari 2005    | ATP Adelaide     | Hardcourt     | Olivier Rochus       | Simon Aspelin Todd Perry              | 7-6(5), 6-4         | details           |
| 3.                   | 7 januari 2007    | ATP Chennai      | Hardcourt     | Dick Norman          | Rafael Nadal Bartolomé Salvá Vidal    | 7-6(4), 7-6(4)      | details           |
| 4.                   | 3 februari 2007   | ATP Delray Beach | Hardcourt     | Hugo Armando         | James Auckland Stephen Huss           | 6-3, 6-7(4), [10-5] | details           |
| 5.                   | 20 maart 2011     | ATP Indian Wells | Hardcourt     | Oleksandr Dolgopolov | Roger Federer Stanislas Wawrinka      | 6-4, 6-7(5), [10-7] | details           |
| 6.                   | 31 juli 2011      | ATP Los Angeles  | Hardcourt     | Mark Knowles         | Somdev Devvarman Treat Huey           | 7-6(3), 7-6(10)     | details           |
| 7.                   | 19 februari 2012  | ATP San José     | Hardcourt (i) | Mark Knowles         | Kevin Anderson Frank Moser            | 6-4, 1-6, [10-5]    | details           |
| 8.                   | 23 juli 2012      | ATP Los Angeles  | Hardcourt     | Ruben Bemelmans      | Jamie Delgado Ken Skupski             | 7-6, 4-6, [10-7]    | details           |
| 9.                   | 11 februari 2013  | ATP San José     | Hardcourt (i) | Frank Moser          | Lleyton Hewitt Marinko Matosevic      | 6-0, 6-7, [10-4]    | details           |
| verloren finales     |                   |                  |               |                      |                                       |                     |                   |
| 1.                   | 13 januari 2008   | ATP Auckland     | Hardcourt     | Jürgen Melzer        | Luis Horna Juan Mónaco                | 4-6, 6-3, [7-10]    | details           |
| 2.                   | 13 februari 2011  | ATP San José     | Hardcourt     | Alejandro Falla      | Scott Lipsky Rajeev Ram               | 4-6, 6-4, [8-10]    | details           |
| 3.                   | 5 mei 2012        | ATP München      | Gravel        | Dick Norman          | František Čermák Filip Polášek        | 4-6, 5-7            | details           |
| 4.                   | 22 juli 2012      | ATP Atlanta      | Hardcourt     | Michael Russell      | Matthew Ebden Ryan Harrison           | 3-6, 6-3, [6-10]    | details           |
| gewonnen challengers |                   |                  |               |                      |                                       |                     |                   |
| 1.                   | 13 juli 2008      | Bogota           | Gravel        | Carlos Salamanca     | Juan Sebastián Cabal Michael Quintero | 6-1, 6-4            | 6-1, 6-4          |
| 2.                   | 14 september 2008 | Donetsk          | Hardcourt     | Dick Norman          | Harel Levy Noam Okun                  | 4-6, 6-1, [13-11]   | 4-6, 6-1, [13-11] |

## Resultaten grandslamtoernooien
| Legenda | Legenda                          |
| ------- | -------------------------------- |
| g.t.    | geen toernooi gehouden           |
| l.c.    | lagere categorie                 |
| –       | niet deelgenomen                 |
| G       | uitgeschakeld in de groepsfase   |
| 1R      | uitgeschakeld in de eerste ronde |
| 2R      | uitgeschakeld in de tweede ronde |
| 3R      | uitgeschakeld in de derde ronde  |
| 4R      | uitgeschakeld in de vierde ronde |
| KF      | uitgeschakeld in de kwartfinale  |
| HF      | uitgeschakeld in de halve finale |
| F       | de finale verloren               |
| W       | het toernooi gewonnen            |
| w-v     | winst/verlies-balans             |

### Enkelspel
Bijgewerkt tot pensioen
| Toernooi              | 1996              | 1997              | 1998              | 1999              | 2000              | 2001              | 2002              | 2003              | 2004              | 2005              | 2006              | 2007              | 2008              | 2009 | 2010 | 2011 | 2012 | 2013 | w-v     |
| --------------------- | ----------------- | ----------------- | ----------------- | ----------------- | ----------------- | ----------------- | ----------------- | ----------------- | ----------------- | ----------------- | ----------------- | ----------------- | ----------------- | ---- | ---- | ---- | ---- | ---- | ------- |
| Grandslamtoernooien   |                   |                   |                   |                   |                   |                   |                   |                   |                   |                   |                   |                   |                   |      |      |      |      |      |         |
| Australian Open       | –                 | –                 | –                 | –                 | –                 | –                 | 2R                | 3R                | 1R                | 1R                | 2R                | 1R                | 1R                | 2R   | 1R   | 3R   | 1R   | 2R   | 8-12    |
| Roland Garros         | –                 | –                 | –                 | 1R                | –                 | 3R                | 4R                | 3R                | 4R                | 2R                | 1R                | –                 | –                 | –    | 2R   | 2R   | 1R   | 1R   | 13-11   |
| Wimbledon             | –                 | –                 | –                 | 1R                | –                 | 2R                | HF                | 1R                | 4R                | 2R                | 2R                | –                 | 2R                | 1R   | 3R   | 4R   | 4R   | 1R   | 20-13   |
| US Open               | –                 | –                 | –                 | 3R                | 2R                | 4R                | 3R                | 4R                | 1R                | 4R                | 3R                | 2R                | –                 | –    | 1R   | 1R   | 1R   | 1R   | 17-13   |
| Winst-verlies         | 0-0               | 0-0               | 0-0               | 2-3               | 1-1               | 6-3               | 11-4              | 7-4               | 6-4               | 5-4               | 4-4               | 1-2               | 1-2               | 1-2  | 3-4  | 6-4  | 3-4  | 1-4  | 58-49   |
| ATP World Tour Finals |                   |                   |                   |                   |                   |                   |                   |                   |                   |                   |                   |                   |                   |      |      |      |      |      |         |
| ATP World Tour Finals | –                 | –                 | –                 | –                 | –                 | –                 | –                 | –                 | –                 | –                 | –                 | –                 | –                 | –    | –    | –    | –    | –    | 0-0     |
| ATP Masters 1000      |                   |                   |                   |                   |                   |                   |                   |                   |                   |                   |                   |                   |                   |      |      |      |      |      |         |
| Indian Wells          | –                 | –                 | –                 | 3R                | –                 | –                 | 1R                | 2R                | 2R                | 1R                | 3R                | –                 | 2R                | –    | –    | 3R   | 2R   | 1R   | 10-10   |
| Miami                 | –                 | –                 | –                 | 1R                | 2R                | –                 | 1R                | 2R                | 3R                | 2R                | 2R                | –                 | 3R                | –    | 1R   | 2R   | 2R   | 3R   | 10-12   |
| Monte Carlo           | –                 | –                 | –                 | –                 | –                 | –                 | 1R                | 1R                | 1R                | 2R                | 1R                | –                 | 1R                | –    | –    | 1R   | –    | 1R   | 1-8     |
| Rome                  | –                 | –                 | –                 | –                 | –                 | –                 | 3R                | 1R                | –                 | –                 | 2R                | –                 | –                 | –    | –    | 2R   | –    | 1R   | 4-5     |
| Hamburg               | –                 | –                 | –                 | –                 | –                 | –                 | 1R                | 2R                | 1R                | –                 | 1R                | –                 | 1R                | –    | l.c. | l.c. | l.c. | l.c. | 1-5     |
| Madrid                | geen toernooi     | geen toernooi     | geen toernooi     | geen toernooi     | geen toernooi     | geen toernooi     | 2R                | –                 | 1R                | –                 | 1R                | –                 | –                 | –    | –    | 3R   | –    | 1R   | 3-5     |
| Montréal/Toronto      | –                 | –                 | –                 | –                 | –                 | 1R                | 1R                | 1R                | 1R                | 3R                | KF                | –                 | –                 | –    | 2R   | –    | –    | –    | 6-7     |
| Cincinnati            | –                 | –                 | –                 | 1R                | –                 | 2R                | 3R                | 2R                | 1R                | 1R                | 1R                | –                 | –                 | –    | –    | 1R   | –    | –    | 4-8     |
| Shanghai              | geen Masters 1000 | geen Masters 1000 | geen Masters 1000 | geen Masters 1000 | geen Masters 1000 | geen Masters 1000 | geen Masters 1000 | geen Masters 1000 | geen Masters 1000 | geen Masters 1000 | geen Masters 1000 | geen Masters 1000 | geen Masters 1000 | –    | –    | –    | –    | –    | 0-0     |
| Parijs                | –                 | –                 | –                 | –                 | –                 | 3R                | 2R                | –                 | 2R                | 1R                | 1R                | –                 | –                 | –    | 1R   | –    | –    | –    | 4-6     |
| Olympische Spelen     |                   |                   |                   |                   |                   |                   |                   |                   |                   |                   |                   |                   |                   |      |      |      |      |      |         |
| Olympische Spelen     | –                 | g.t.              | g.t.              | g.t.              | –                 | g.t.              | g.t.              | g.t.              | 1R                | g.t.              | g.t.              | g.t.              | –                 | g.t. | g.t. | g.t. | –    | g.t. | 0-1     |
| Statistieken          |                   |                   |                   |                   |                   |                   |                   |                   |                   |                   |                   |                   |                   |      |      |      |      |      |         |
| titels per jaar       | 0                 | 0                 | 0                 | 0                 | 0                 | 0                 | 0                 | 0                 | 0                 | 1                 | 0                 | 2                 | 0                 | 0    | 0    | 0    | 0    | 0    | 3       |
| eindejaarsranking     | 822               | 846               | 161               | 142               | 127               | 33                | 25                | 56                | 47                | 48                | 37                | 109               | 162               | 94   | 60   | 49   | 62   | 135  | n.v.t.  |
| Totaal winst-verlies  |                   |                   |                   |                   |                   |                   |                   |                   |                   |                   |                   |                   |                   |      |      |      |      |      | 294-274 |

### Dubbelspel
Bijgewerkt tot pensioen
| Toernooi              | 1996              | 1997              | 1998              | 1999              | 2000              | 2001              | 2002              | 2003              | 2004              | 2005              | 2006              | 2007              | 2008              | 2009 | 2010 | 2011 | 2012 | 2013 | w-v     |
| --------------------- | ----------------- | ----------------- | ----------------- | ----------------- | ----------------- | ----------------- | ----------------- | ----------------- | ----------------- | ----------------- | ----------------- | ----------------- | ----------------- | ---- | ---- | ---- | ---- | ---- | ------- |
| Grandslamtoernooien   |                   |                   |                   |                   |                   |                   |                   |                   |                   |                   |                   |                   |                   |      |      |      |      |      |         |
| Australian Open       | –                 | –                 | –                 | –                 | –                 | –                 | –                 | 2R                | 2R                | 2R                | 2R                | 1R                | 1R                | –    | –    | 2R   | 1R   | 2R   | 6-9     |
| Roland Garros         | –                 | –                 | –                 | –                 | –                 | –                 | –                 | 2R                | W                 | 3R                | KF                | –                 | –                 | –    | 1R   | 2R   | 3R   | 1R   | 15-7    |
| Wimbledon             | –                 | –                 | –                 | –                 | –                 | –                 | –                 | 2R                | 2R                | 3R                | –                 | –                 | –                 | –    | 1R   | –    | 1R   | 2R   | 5-6     |
| US Open               | –                 | –                 | –                 | –                 | –                 | –                 | –                 | 2R                | 1R                | –                 | 1R                | –                 | –                 | –    | 1R   | 3R   | 1R   | 1R   | 3-7     |
| Winst-verlies         | 0-0               | 0-0               | 0-0               | 0-0               | 0-0               | 0-0               | 0-0               | 4-4               | 8-3               | 5-3               | 4-3               | 0-1               | 0-1               | 0-0  | 0-3  | 4-3  | 2-4  | 2-4  | 29-29   |
| ATP World Tour Finals |                   |                   |                   |                   |                   |                   |                   |                   |                   |                   |                   |                   |                   |      |      |      |      |      |         |
| ATP World Tour Finals | –                 | –                 | –                 | –                 | –                 | –                 | –                 | –                 | RR                | –                 | –                 | –                 | –                 | –    | –    | –    | –    |      | 1-2     |
| ATP Masters 1000      |                   |                   |                   |                   |                   |                   |                   |                   |                   |                   |                   |                   |                   |      |      |      |      |      |         |
| Indian Wells          | –                 | –                 | –                 | –                 | –                 | –                 | 1R                | 1R                | –                 | 2R                | –                 | –                 | –                 | –    | –    | W    | –    | 1R   | 6-4     |
| Miami                 | –                 | –                 | –                 | –                 | –                 | –                 | 1R                | –                 | –                 | –                 | –                 | –                 | 2R                | –    | –    | 2R   | –    | KF   | 4-4     |
| Monte Carlo           | –                 | –                 | –                 | –                 | –                 | –                 | –                 | –                 | –                 | 2R                | 1R                | –                 | –                 | –    | –    | –    | –    | –    | 1-2     |
| Rome                  | –                 | –                 | –                 | –                 | –                 | –                 | –                 | –                 | –                 | –                 | 2R                | –                 | –                 | –    | –    | 2R   | –    | –    | 2-2     |
| Hamburg               | –                 | –                 | –                 | –                 | –                 | –                 | –                 | –                 | –                 | –                 | 2R                | –                 | –                 | –    | l.c. | l.c. | l.c. | l.c. | 1-1     |
| Madrid                | geen toernooi     | geen toernooi     | geen toernooi     | geen toernooi     | geen toernooi     | geen toernooi     | 1R                | –                 | –                 | –                 | –                 | –                 | –                 | –    | –    | –    | –    | –    | 0-1     |
| Montréal/Toronto      | –                 | –                 | –                 | –                 | –                 | –                 | 1R                | –                 | 1R                | –                 | –                 | –                 | –                 | –    | –    | –    | –    | 1R   | 0-3     |
| Cincinnati            | –                 | –                 | –                 | –                 | –                 | –                 | 1R                | –                 | 1R                | –                 | –                 | –                 | –                 | –    | –    | –    | –    | –    | 0-2     |
| Shanghai              | geen Masters 1000 | geen Masters 1000 | geen Masters 1000 | geen Masters 1000 | geen Masters 1000 | geen Masters 1000 | geen Masters 1000 | geen Masters 1000 | geen Masters 1000 | geen Masters 1000 | geen Masters 1000 | geen Masters 1000 | geen Masters 1000 | –    | –    | –    | –    | –    | 0-0     |
| Parijs                | –                 | –                 | –                 | –                 | –                 | –                 | –                 | –                 | –                 | –                 | –                 | –                 | –                 | –    | –    | –    | –    | –    | 0-0     |
| Olympische Spelen     |                   |                   |                   |                   |                   |                   |                   |                   |                   |                   |                   |                   |                   |      |      |      |      |      |         |
| Olympische Spelen     | –                 | g.t.              | g.t.              | g.t.              | –                 | g.t.              | g.t.              | g.t.              | 1R                | g.t.              | g.t.              | g.t.              | –                 | g.t. | g.t. | g.t. | –    | g.t. | 0-1     |
| Statistieken          |                   |                   |                   |                   |                   |                   |                   |                   |                   |                   |                   |                   |                   |      |      |      |      |      |         |
| titels per jaar       | 0                 | 0                 | 0                 | 0                 | 0                 | 0                 | 0                 | 0                 | 1                 | 1                 | 0                 | 2                 | 0                 | 0    | 0    | 2    | 2    | 1    | 9       |
| eindejaarsranking     | 896               | 577               | 443               | 507               | -                 | -                 | 393               | 95                | 39                | 64                | 83                | 160               | 166               | 539  | 333  | 26   | 47   | 109  | n.v.t.  |
| Totaal winst-verlies  |                   |                   |                   |                   |                   |                   |                   |                   |                   |                   |                   |                   |                   |      |      |      |      |      | 129-113 |

## Trivia
In 2017 deed Malisse mee aan De Slimste Mens ter Wereld.